# Caradrina jacobsi
Caradrina jacobsi är en fjärilsart som beskrevs av Lionel Walter Rothschild, 1914. Caradrina jacobsi ingår i släktet Caradrina och familjen nattflyn, Noctuidae. Inga underarter finns listade i Catalogue of Life.